# Jean-Baptiste Côté
Jean-Baptiste Côté (30 mai 1832 - 9 avril 1907) est un architecte, sculpteur sur bois, graveur sur bois, caricaturiste, éditeur et imprimeur québécois. Sa réputation repose sur ses gravures sur bois et sur le fait qu'il est l'un des premiers caricaturistes au Canada.

## Biographie
Jean-Baptiste Côté est le fils de Jean-Baptiste Côté et d'Hélène Grenier dans la paroisse Saint-Roch, dans la Basse-Ville de Québec. L'aîné Côté travaillait comme menuisier dans les chantiers de construction situés près de la rivière Saint-Charles.
Vers 1850, Côté devint apprenti architecte chez François-Xavier Berlinguet. Peu intéressé par l'architecture, Côté se tourna vers la sculpture sur bois.
L'incendie de Saint-Roch d'octobre 1866 a détruit l'atelier de Côté et un autre incendie le 24 mai 1870 a détruit son domicile rue de la Couronne.
Côté fournit au journal satirique La Scie une soixantaine de caricatures gravées sur bois de 1864 à 1865 et fait ensuite publier des caricatures politiques dans divers autres périodiques. Les cibles visées comprenaient la Confédération canadienne, des politiciens tels que George-Étienne Cartier et George Brown, ainsi que des journalistes tels que François Évanturel et Hector Berthelot. Côté et Adolphe Guérard quittèrent La Scie en 1865 pour fonder l'imprimerie A.  Guérard et Compagnie et a publié La Scie illustrée dans le but de mettre fin à la Confédération. Côté a contribué à des centaines de gravures sur bois : principalement des caricatures, ainsi que des portraits et des rébus. En mai 1866, La Scie illustrée est remplacée par l'hebdomadaire plus sérieux, L'Électeur, puis par le non illustré L'Écho du peuple (juin 1867-avril 1868), puis le film humoristique Le Charivari canadien (juin-novembre 1868). Plusieurs caricatures du Charivari canadien portent la signature "Nemo", ce qui pourrait être un pseudonyme de Côté; si elles l'étaient, elles auraient probablement été ses dernières caricatures publiées.
La construction de navires à coque d'acier a pris le pas sur celle du bois dans les années 1870 et Côté s'est tourné ailleurs: meubles, enseignes, indiens de magasin de cigares, sculptures religieuses, corbillards, pierres tombales, etc. Il commence à attirer l'attention pour sa statuaire et, en 1877, remporte un prix spécial à l'exposition provinciale pour ses statues en bois. Lors de la convention nationale franco-canadienne de 1880, il remporta le 24 juin une commission pour la procession du cortège. , dans la taille de ses personnages et l’élégance de chacun de ses détails ". Les chars fondent sa réputation et Côté remplit plusieurs de ses commandes, notamment de sculptures religieuses.
Côté contracta une maladie de la colonne vertébrale en 1903 et dut abandonner son travail. Il est mort dans la pauvreté à son domicile le 9 avril 1907 à Québec et a laissé tout ce qu'il possédait à ses trois filles qui vivaient avec lui. Il a été enterré au cimetière Saint-Charles le 11 avril et a tenu un grand enterrement.

## Vie personnelle
Le premier mariage de Côté eut lieu le 8 septembre 1856 avec Marie Auger, fille de Marie Roussin et de Jacques Auger, charpentier de bateau. Le couple a eu dix enfants. Le 21 janvier 1884, Côté se remaria avec Adélaïde Bédard, avec qui il n'avait pas d'enfants.

## Œuvres
Côté travaillait dans divers médias, dont l'architecture, la gravure sur bois, la caricature, l'édition et l'impression. On se souvient mieux de lui pour ses sculptures en bois peintes à la main, en particulier celles d’animaux. Côté a reçu une formation officielle contrairement à plusieurs de ses artistes folkloriques contemporains au Québec. Une grande partie de son travail n'est pas signée.

## Musées et collections publiques
- Art Gallery of Hamilton
- Musée canadien de l'histoire[8]
- Musée d'art de Joliette[9]
- Musée de la civilisation[10]
- Musée des beaux-arts de Montréal
- Musée des beaux-arts du Canada[11]
- Musée McCord
- Musée national des beaux-arts du Québec[12]

## Galerie

Œuvres de Jean-Baptiste Côté
Ensemble sculpté de la Sainte Famille, 1888-1889, Collection Musée national des beaux-arts du Québec.
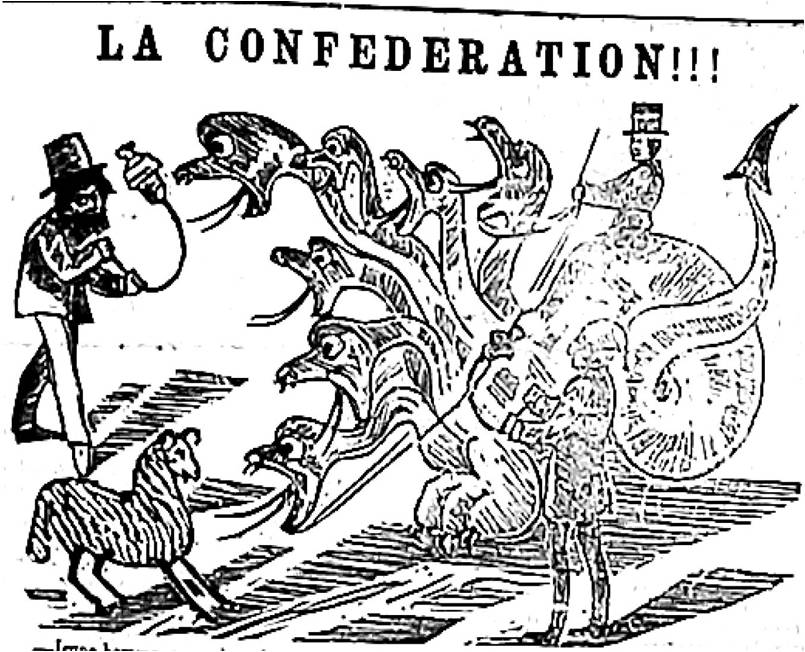
Caricature politique de Côté représentant la Confédération canadienne sous la forme d'un dragon à neuf têtes, Journal La Scie (Québec), 2 décembre 1864.
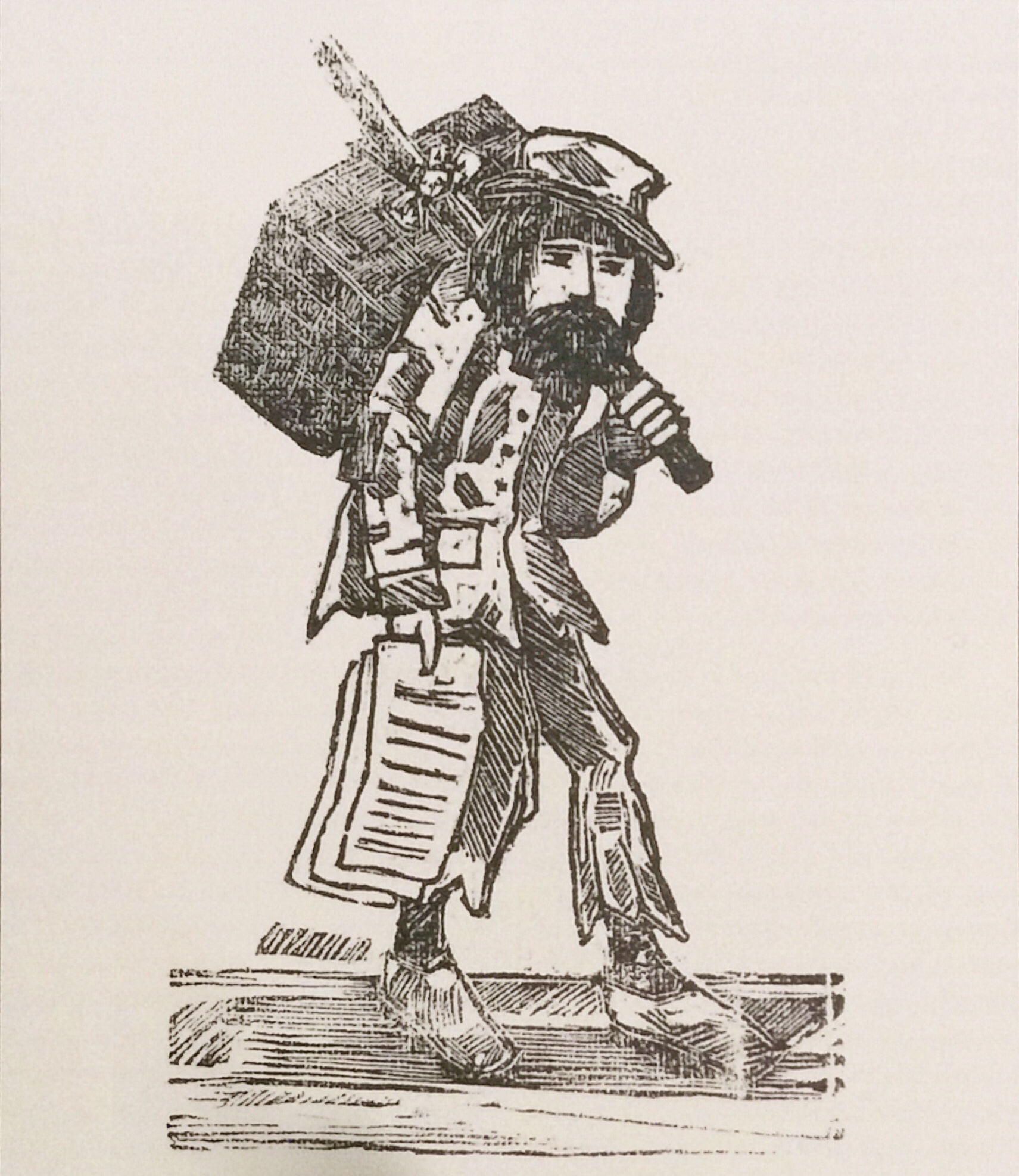
"Le philosophe Grosperrin vendant sa complainte", caricature (gravure sur bois) par Jean-Baptiste Côté, Journal La Scie (Québec), samedi 21 janvier 1865, p. 1